# Sextant (moneda)
Sextant fou una moneda fraccionària romana (6 sextant = 1 as). El valor estava representat per la moneda anomenada Sextula, mesura equivalent a la sisena part d'una unça (2 ciats) o d'un as.
Fou la més petita denominació del diner que va estar en ús entre els romans segons esmenta Marc Terenci Varró. Igual que l'unça es va aplicar el nom sextula a altres magnituds, però la moneda petita fou la més recordada.